# American Traitor - Alto tradimento
American Traitor - Alto tradimento (American Traitor: The Trial of Axis Sally) è un film del 2021 diretto da Michael Polish.
Il film, con protagonisti Meadow Williams, Thomas Kretschmann e Al Pacino, è l'adattamento cinematografico del libro Axis Sally Confidential scritto da William E. Owen e Vance Owen e narra le vicende di Mildred Gillars, soprannominata Axis Sally, accusata di tradimento dal governo degli Stati Uniti d'America per aver diffuso la propaganda nazista tra le truppe statunitensi.

## Produzione
Nel maggio 2017 la Emmett/Furla/Oasis Films ha acquistato la sceneggiatura del film. Inizialmente il film era intitolato Axis Sally.
Le riprese del film sono iniziate nel febbraio 2019 a Dorado, in Porto Rico.

## Promozione
Il primo trailer del film è stato diffuso il 27 aprile 2021.

## Distribuzione
Il film è stato distribuito on demand a partire dal 28 maggio 2021.